# Gymnázium a Střední odborná škola Moravské Budějovice
Gymnázium a Střední odborná škola Moravské Budějovice (do roku 2023 Gymnázium a Střední odborná škola, Moravské Budějovice, Tyršova 365) je gymnázium a střední odborná škola v Moravských Budějovicích. Škola nabízí klasické všeobecné vzdělání ve dvou oborech a také odborné vzdělání v programech sociální péče a veřejnosprávní činnosti.

## Historie
Vyučování v budově tehdejšího obecního domu začalo 18. září 1911. V září 1914 byla dokončena nová budova gymnázia ve které po různých přístavbách sídlí gymnázium dodnes. Přístup do nově postavené budovy byl přes bývalý městský hřbitov, který byl v roce 1921 zrušen a na jeho místě zřízen park s názvem Wilsonův sad. 3. července 1927 byl v parku odhalen pomník bojovníkům za svobodu (sousoší legionářů). Dlouholetým ředitelem gymnázia mezi lety 1911 a 1938 byl Josef Fišer.
Těžkým obdobím pro gymnázium byla druhá světová válka. V období protektorátu byli pro účast v odboji popraveni 2 učitelé (Rudolf Němec, PhDr. Vladimír Veselý), 2 studenti zahynuli v koncentračních táborech (Vladimír Pavlásek, Pavel Rosenberg). Množství bývalých absolventů gymnázia se zapojilo do odboje. Například na činnosti partyzánské skupiny Lenka-jih (kterou založili přeživší příslušníci výsadku Spelter) se aktivně účastnilo 11 absolventů Gymnázia v Moravských Budějovicích, dalších 10 absolventů gymnázia bylo za války popraveno za odbojovou činnost nebo z rasových důvodů. JUDr. Karel Bednář padl v roce 1940 jako příslušník československé armády v Sovětském svazu. Absolvent gymnázia poručík Viktor Fried se přihlásil v Anglii do československých jednotek, bojoval s britským expedičním sborem ve Francii a následně v 311. Československé bombardovací peruti RAF. Za druhé světové války byl odstraněn z parku před gymnáziem pomník bojovníkům za svobodu.
Komplikované období čekalo Gymnázium v Moravských Budějovicích i po roce 1948. Na rozdíl od období okupace, se na páchání zločinů podíleli i někteří vyučující a tehdejší vedení gymnázia. Třem profesorům byla z politických důvodů zakázána pedagogická činnost (Josef Machát, Rudolf Černý, Růžena Černá). Zvláštní komise učitelů – komunistů prověřovala politickou spolehlivost studentů a jedenácti studentům bylo postupně z politických důvodů zakázáno studovat, nebo nebyli připuštěni k závěrečným zkouškám. V roce 1951 oznamoval tehdejší ředitel Javůrek vyloučení spolužáků studentům gymnázia s tím, že pokud budou protestovat, bude okamžitě povolána státní bezpečnost. Další dva studenti a 6 absolventů gymnázia byli postupně odsouzeni v různých politických procesech, z nich katolický kněz Jan Bula byl popraven. Studenti vyšších ročníků gymnázia museli v roce 1950 povinně přihlížet veřejnému politického procesu v budově městské Besedy se skupinou mladých lidí „Prudík a spol.“, ve kterém byli i dva čerství absolventi gymnázia odsouzeni k vysokým trestům za rozesílání letáků s požadavkem svobodných voleb. V roce 1953 museli mít studenti u maturity místo obleků povinně modré svazácké košile. 22.9.1973 byl Wilsonův sad před budovou gymnázia přejmenován na Park plk. Ing. Miloslava Kršky, což byl absolvent gymnázia, který byl příslušníkem Československé lidové armády a zahynul v roce 1972 nešťastnou náhodou při nehodě autobusu, v parku byl zřízen jeho pomníček na místo sousoší legionářů, které nebylo obnoveno.
V roce 1990 byla zřízena Rodinná škola při Středním odborném učilišti zemědělském Moravské Budějovice, v roce 1996 byla přejmenována na Střední odbornou školu a dne 1. července 2004 byla sloučena s Gymnáziem v Moravských Budějovicích. V roce 2011 byl ke stému výročí Gymnázia v Moravských Budějovicích vydán obsáhlý almanach, který však pomíjí osobnosti 2. a 3. odboje a kontroverzní události.
V říjnu 2018 byl potomky generála Jeana Boudeta odhalen v parku gymnázia pomník generálovi Boudetovi. Ten zemřel v roce 1809 právě v Moravských Budějovicích. Pomník budí kontroverze, neboť generál Boudet se svojí armádou město okupoval. Pomník je jediným pomníkem napoleonského generála mimo území Francie. Za obnovou pomníku stálo sdružení Ztracení lidé, pomník byl odhalen 13. října 2018. Vzbuzuje kontroverze mezi historiky i mezi občany města. Vznikne i publikace o životě generála Boudeta, rodina generála Boudeta má zpracovanou studii, kde se uvažuje o tom, že by se pomník stal součástí okruhu po napoleonských památkách v České republice. V roce 2018 byla také odhalena pamětní deska Jana Buly na budově gymnázia.
V roce 2021 je plánována rekonstrukce budov gymnázia, v budově A budou vyměněna okna a dveře, stará budova bude nově omítnuta.
V říjnu roku 2021 gymnázium oslavilo 110 let fungování.
V roce 2023 byla škola přejmenována na Gymnázium a Střední odborná škola Moravské Budějovice.

## Významní učitelé
- Rudolf Černý
- Tomáš Čep
- Jiří Dvořák
- Josef Fišer
- Josef Heger
- František Jech
- František Šindelář
- Karel Zahrádka
- Mgr. Miroslav Smutný
- Mgr. Josef Barák
- Mgr. Zdeňka Moravcová
- Mgr. Marie Novotná
- Ing. Jan Skoumal
- Mgr. Pavel Vandas (ředitel školy)

## Významní studenti a absolventi
- Karel Achrer, knihovník a filozof
- Karel Bednář, příslušník čs armády v SSSR
- Jan Bula, katolický kněz, oběť justiční vraždy[10]
- Viktor Fried, příslušník čs armády v Británii
- Vladimír Hanák, zoolog
- Jan Hirt, cyklista[10]
- Jan Kabelka, učitel
- Jan Kratochvíl, básník
- Zdeněk Lojda, patolog a histolog, prorektor UK
- Josef Nejedlík, novinář, odbojář zavražděný v Osvětimi
- Siard Nevrkla, katolický kněz zavražděný v Osvětimi
- Pavel Posád, katolický biskup[10]
- Michaela Salačová, MISS a DJ[10]
- Josef Stavěl, psycholog
- Irena Storová, manažerka
- Karel Urbánek, hudební pedagog, sbormistr, skladatel
- Jiřina Picková, pozdější profesorka, popravená v Osvětimi